# Sacra conversazione

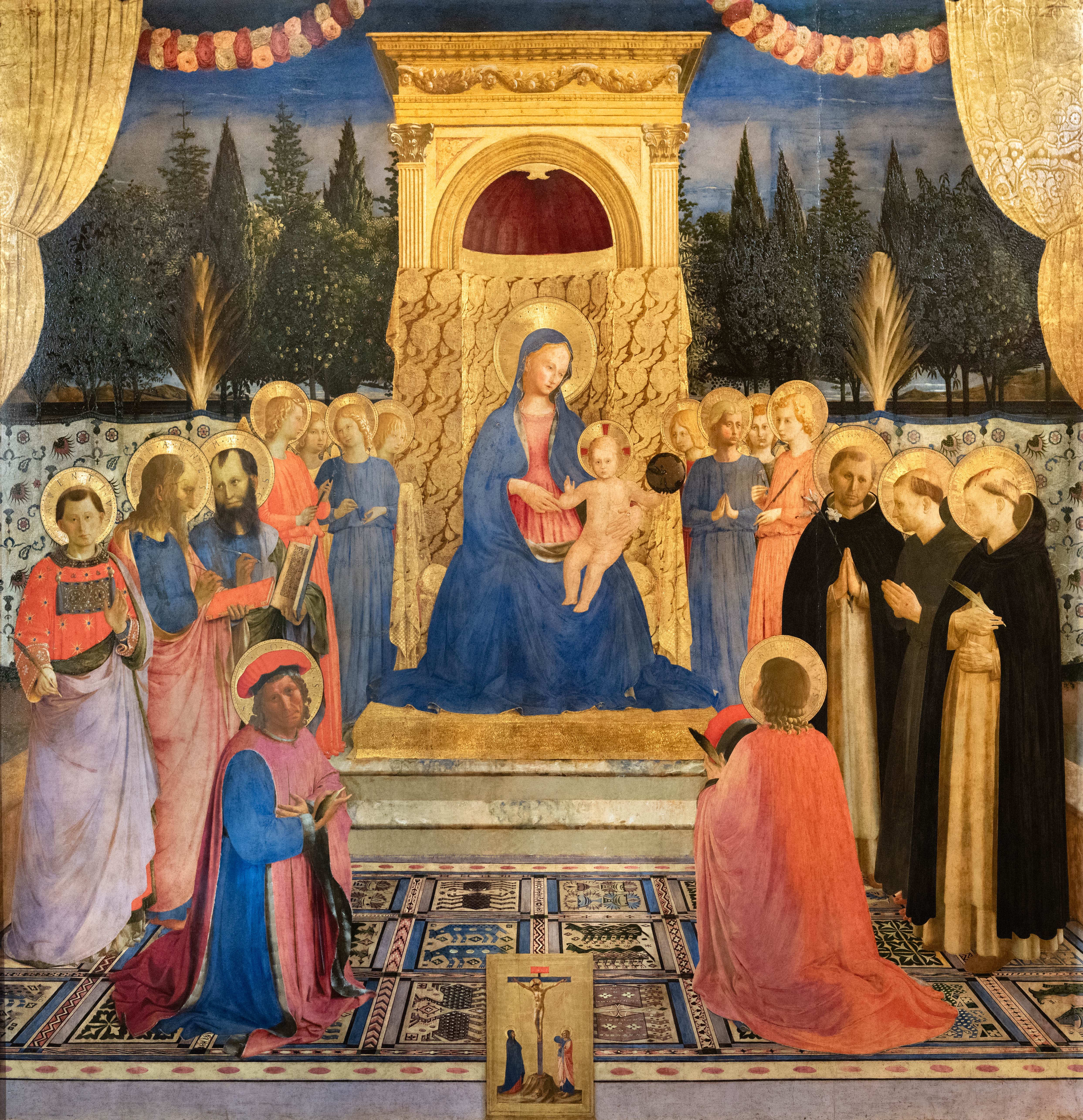
Pala di San Marco, de Fray Angelico, h. 1440.

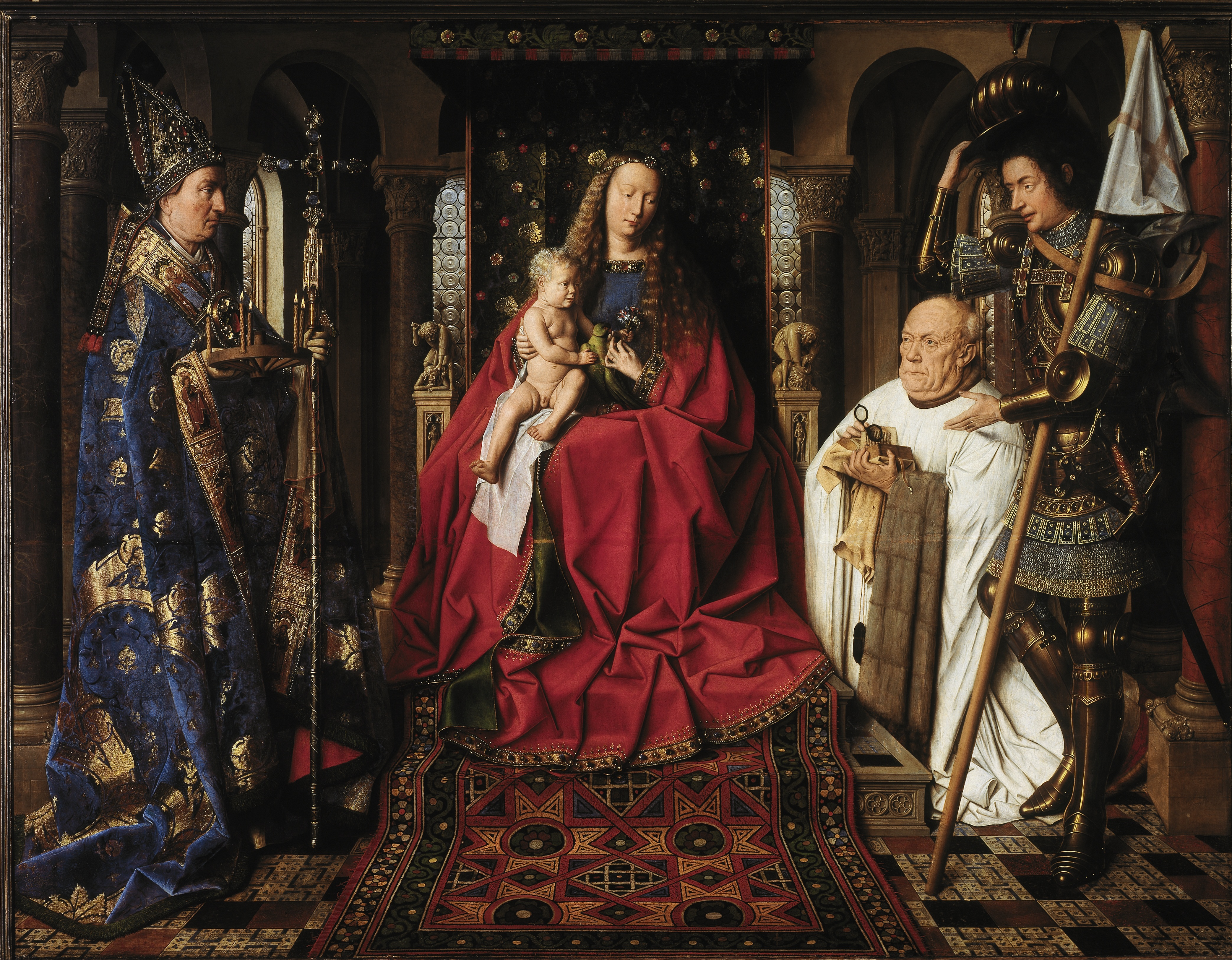
Virgen del canónigo van der Paele, de Jan van Eyck, 1436.

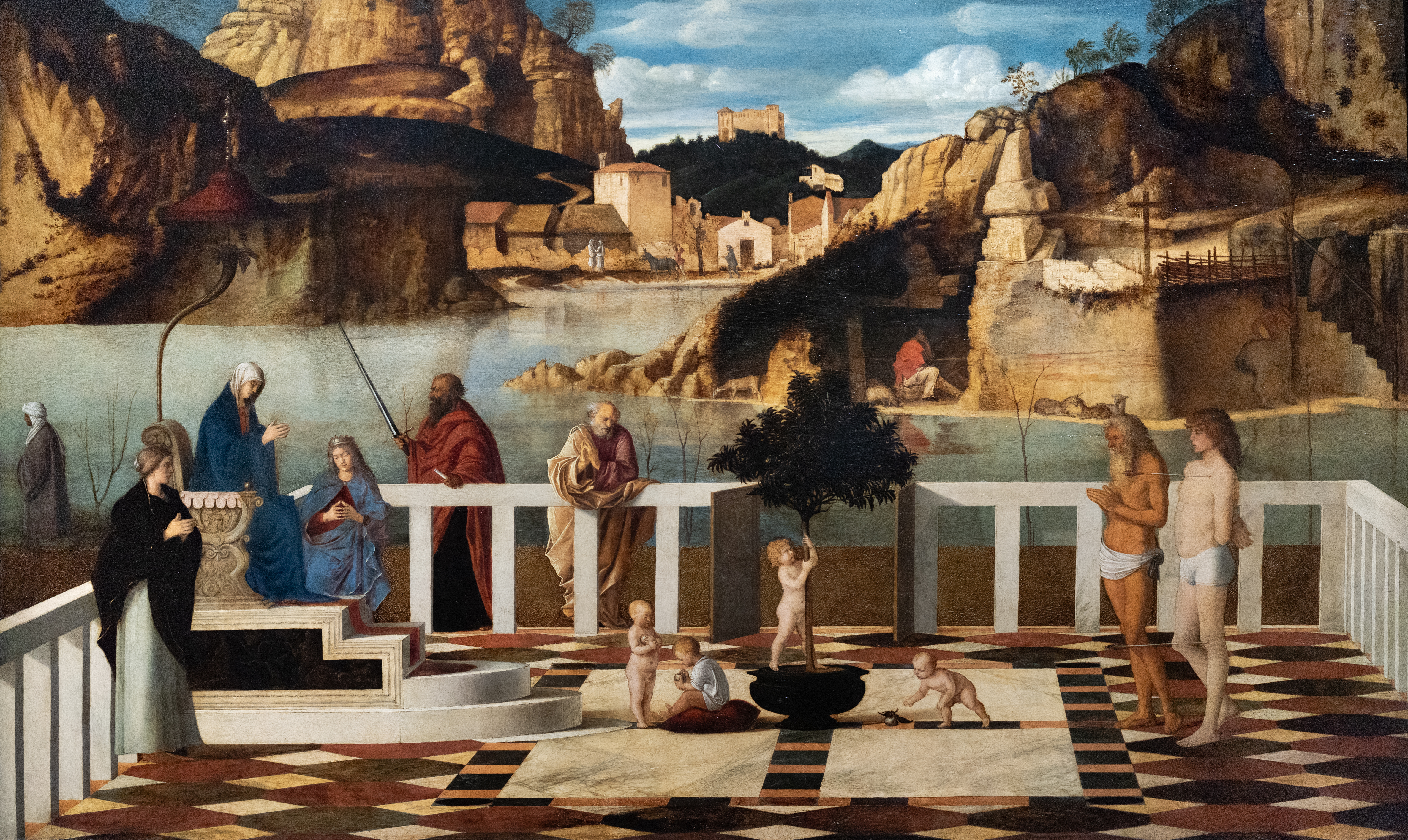
Alegoría cristiana, de Giovanni Bellini, h. 1490.

En arte, la expresión en italiano Sacra conversazione (lit. 'sagrada conversación'), designa a un género pictórico particular de la pintura religiosa, muy habitual a partir del Renacimiento, en el Quattrocento italiano y en los primitivos flamencos, que representa en una escena conjunta a la Madonna (Virgen con el Niño) acompañada de algunos santos con los que mantiene una relación informal con poses relajadas.

## La Sacra conversazione en pintura
Bajo esta convención, se representa a la Madonna (Virgen con el Niño) acompañada de algunos santos con los que mantiene una relación informal con poses hasta cierto punto relajadas, no hieráticas como era habitual en la pintura medieval, y en una escena conjunta, en vez de en escenas separadas (aunque pueden ocupar tablas diferentes dentro de un políptico). A pesar del uso del término conversación, los personajes no aparecen hablando, sino en actitud silenciosa. La razón teológica es que todos ellos están gozando de la gloria, y pueden imaginarse manteniendo un coloquio sobre temas religiosos.
También suele representarse al comitente (el que encarga y paga la pieza) o donante (cuando el encargo es una donación a una institución religiosa), habitualmente en una posición subordinada y arrodillado, como orante. Es característica la ubicación de la escena en un entorno arquitectónico o bajo un dosel, que cubre al trono en el que se encuentran la Virgen y el Niño.
Los primeros ejemplos fueron, en Italia la Pala di Annalena y la Pala di San Marco del Beato Angelico (entre 1430 y 1440), y en Flandes la Virgen del canónigo van der Paele de Jan van Eyck (1436). Muy cerca en el tiempo, la Pala Barbadori de Filippo Lippi (1437-1438) y el Retablo de Santa Lucía de Domenico Veneziano (1445); y la Madonna Medici del flamenco Roger van der Weyden (h. 1450). 

Sacra conversazione tempranas
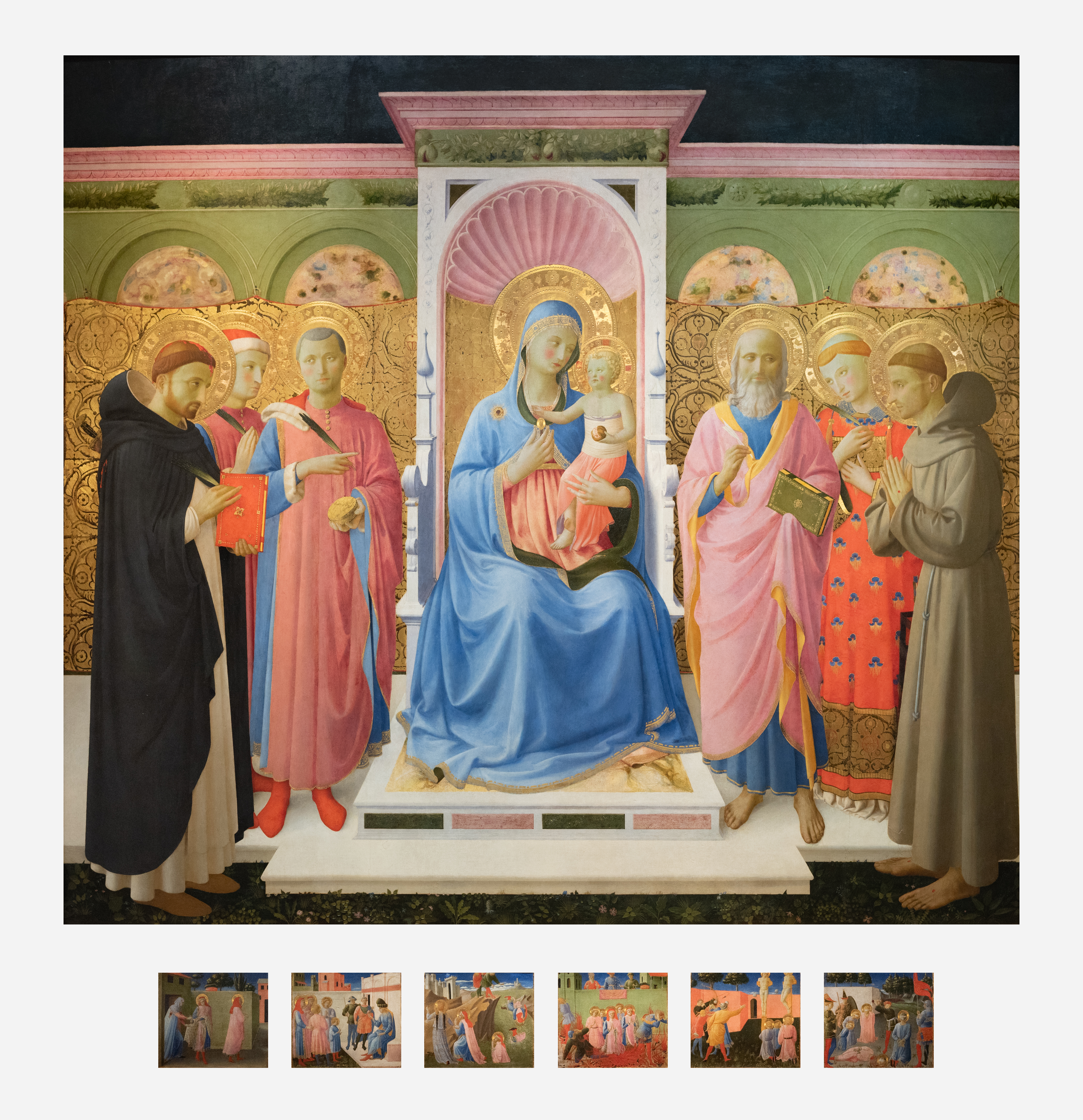
Pala di Annalena, de Fra Angelico (ca. 1430-1440)
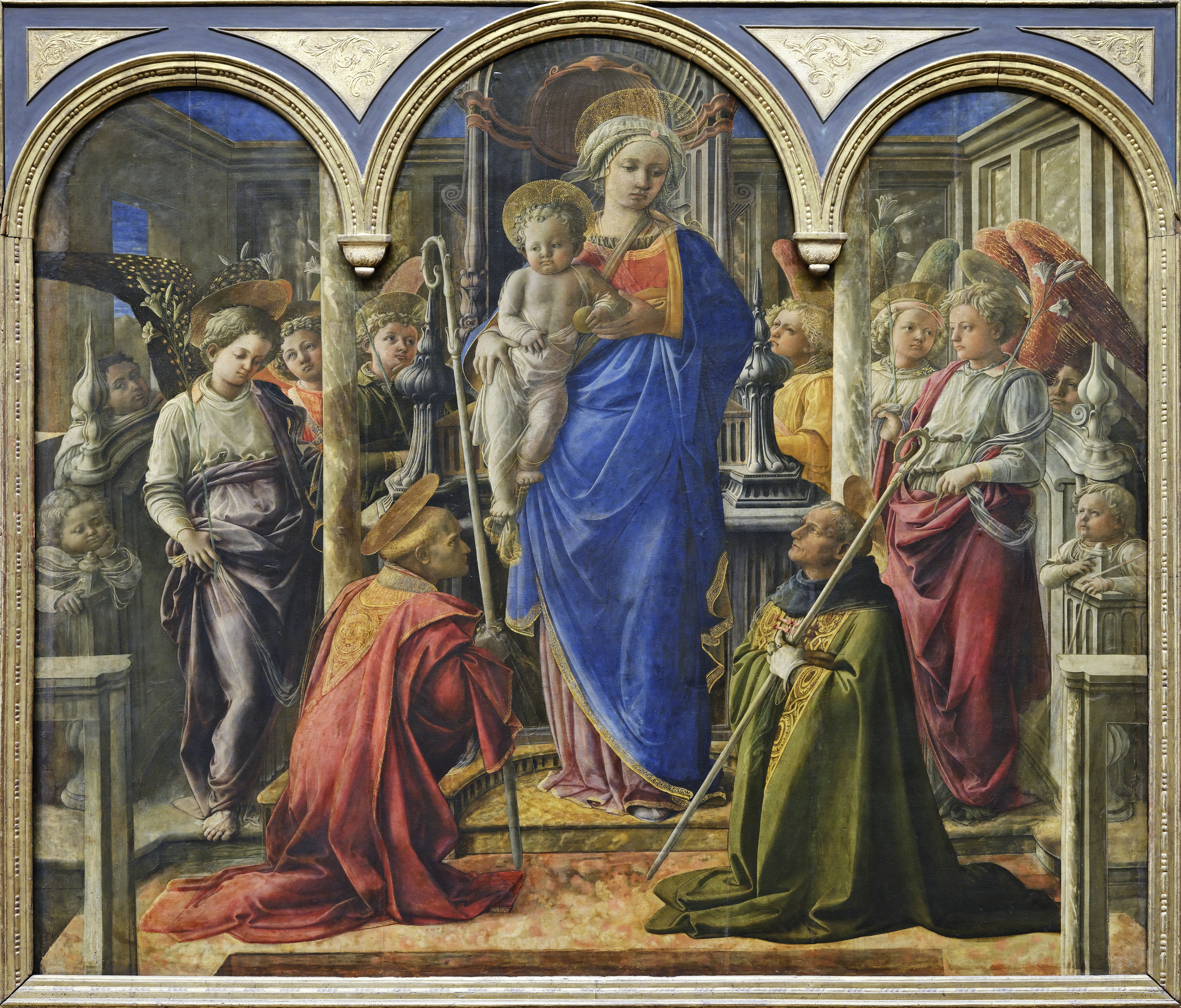
Pala Barbadori, de Filippo Lippi (1437-1438)
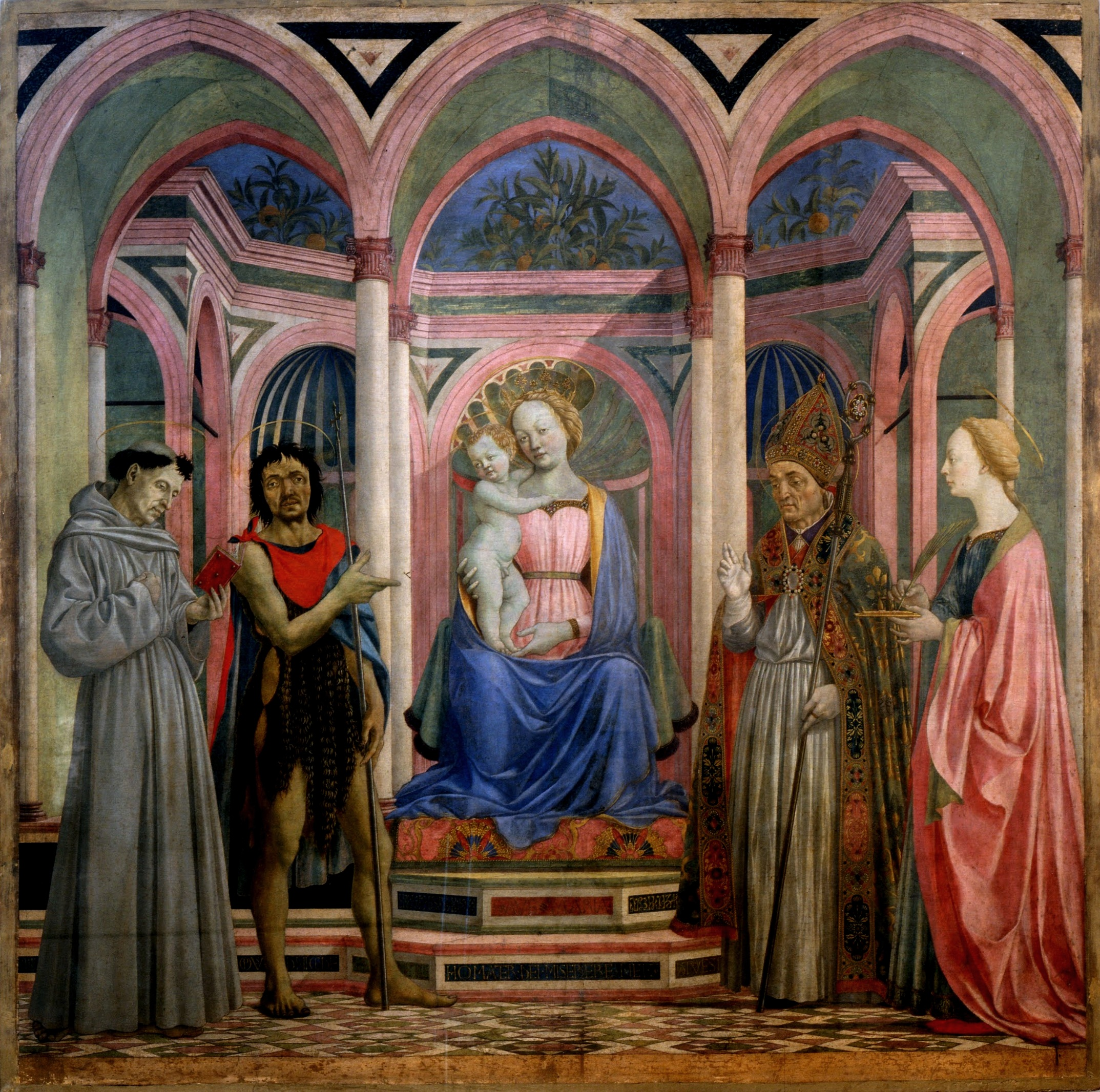
Retablo de Santa Lucía Domenico Veneziano (ca. 1445)
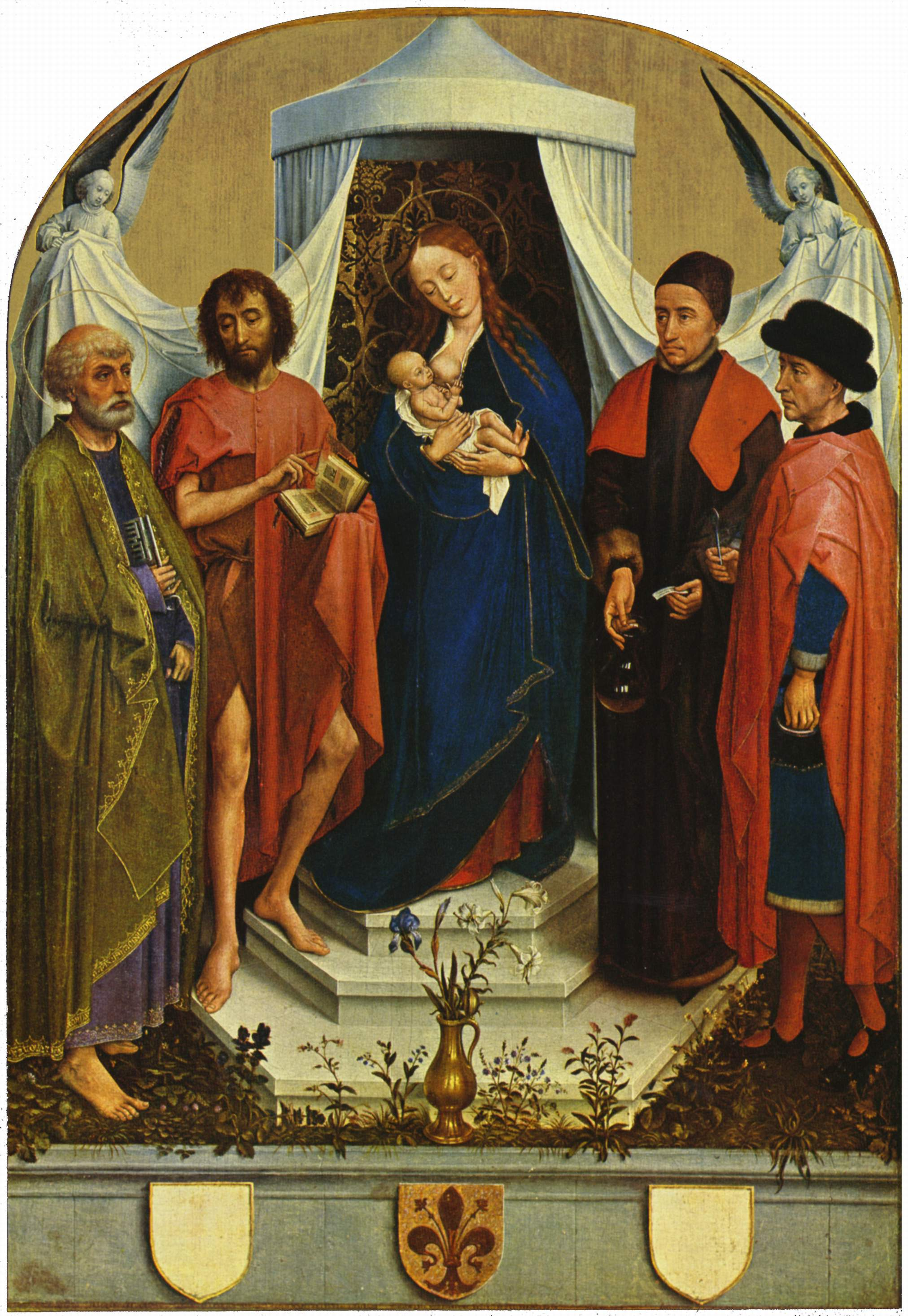
Madonna Medici, la Virgen con el Niño y San Pedro, San Juan, San Cosme y San Damián, de Roger van der Weyden (ca. 1450)

Otras, de finales del siglo XV, son la de Piero della Francesca (Pala di Brera, 1472), la de Antonello da Messina (Pala de San Casiano, 1475-1476), las de Giovanni Bellini (Retablo de San Giobbe, Tríptico Frari, Alegoría cristiana) o la de Sandro Boticelli (Pala de San Bernabé, 1490).

Sacra conversazione del final del Quattrocento
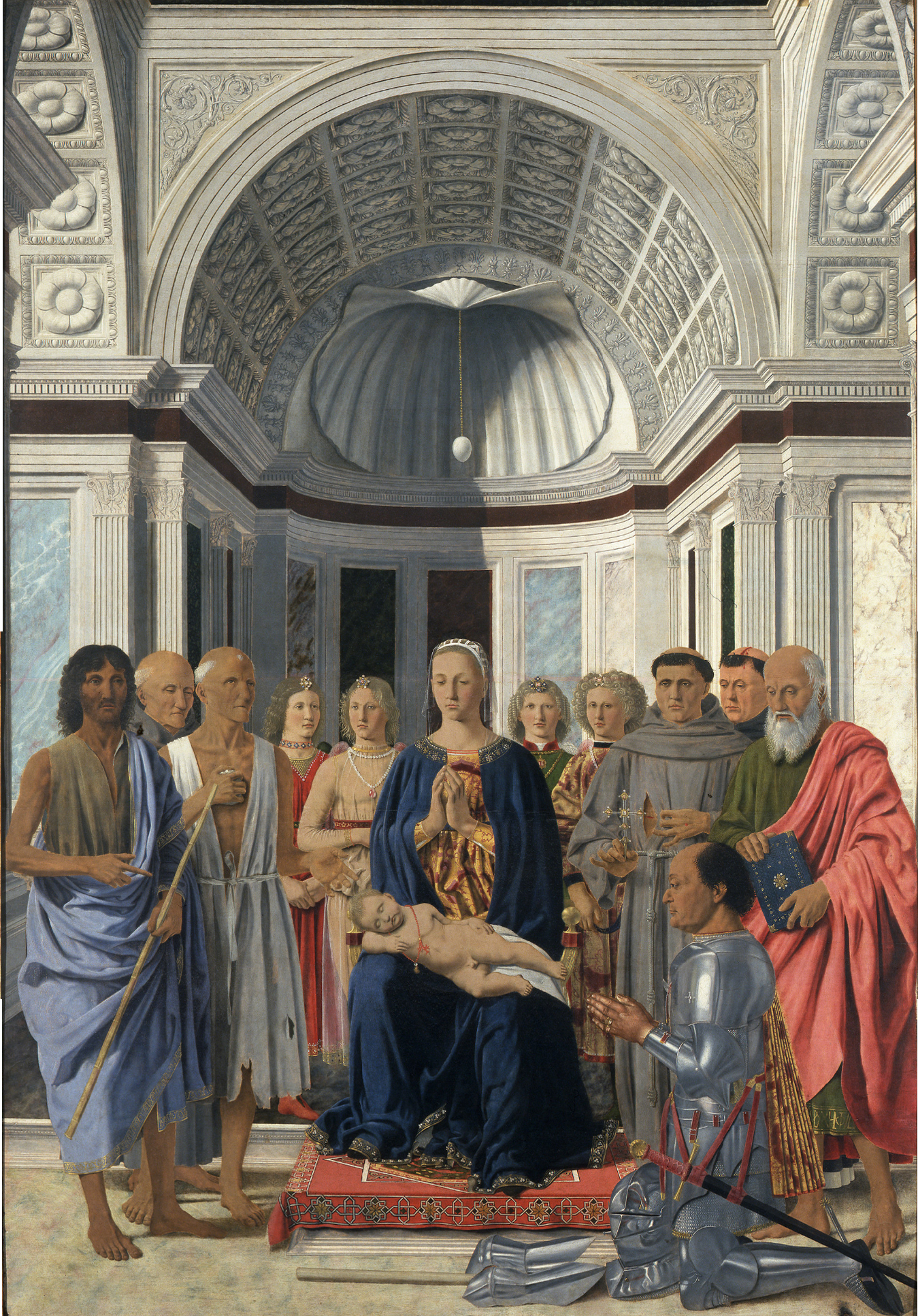
Pala di Brera, de Piero della Francesca (1472)
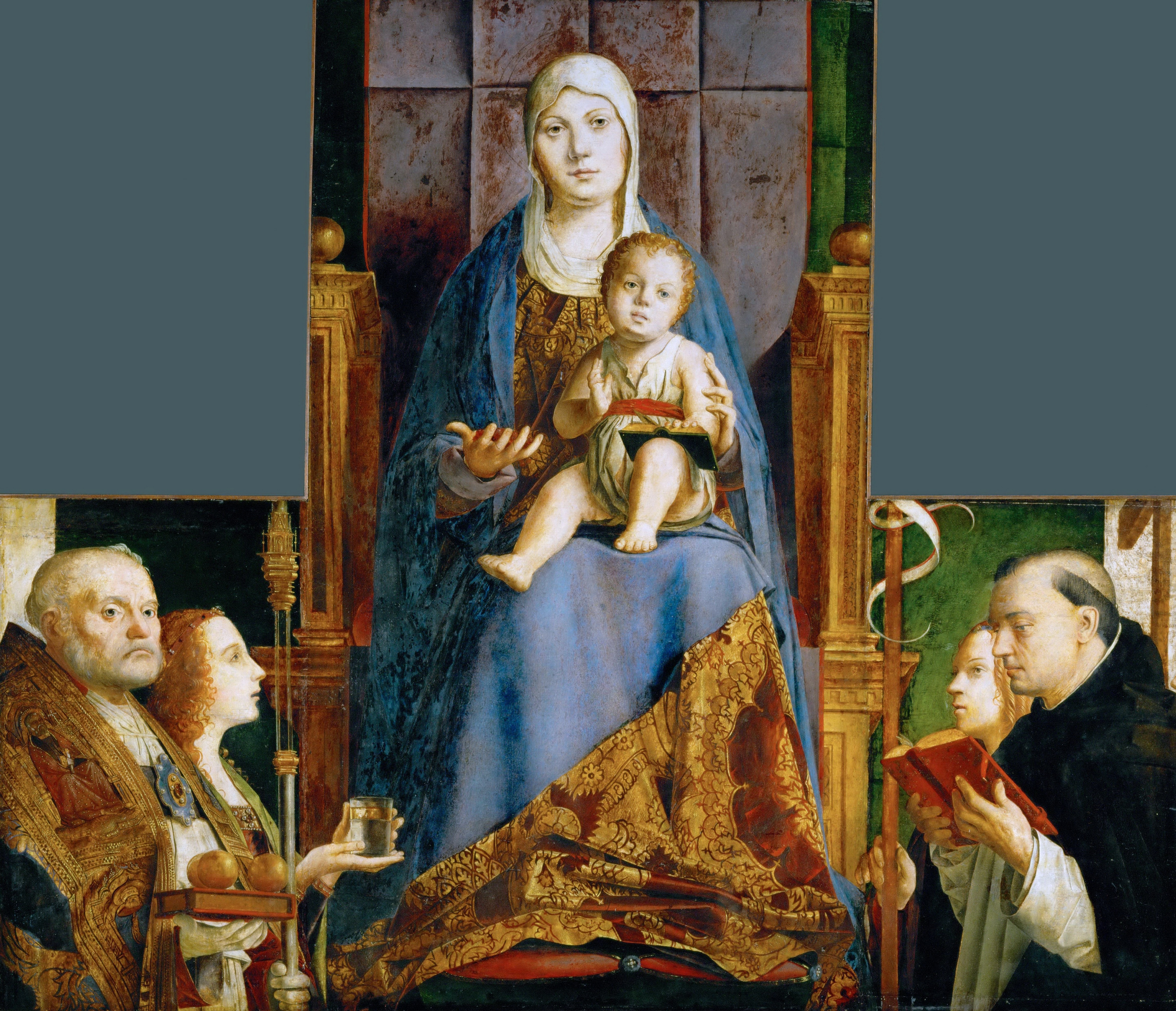
Pala de San Casiano, de Antonello da Messina (1475-1476)
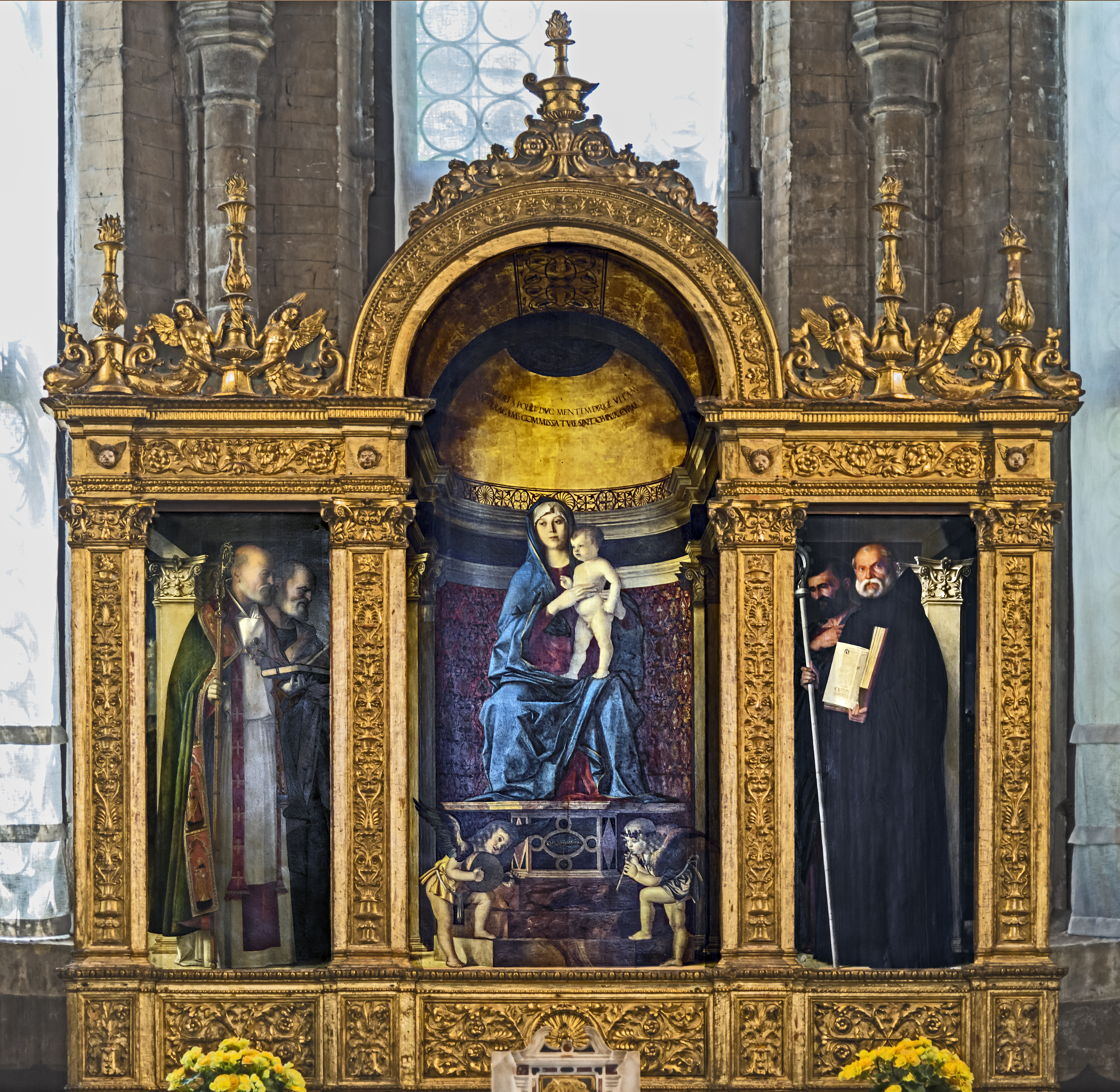
Tríptico Frari, de Giovanni Bellini (1488)
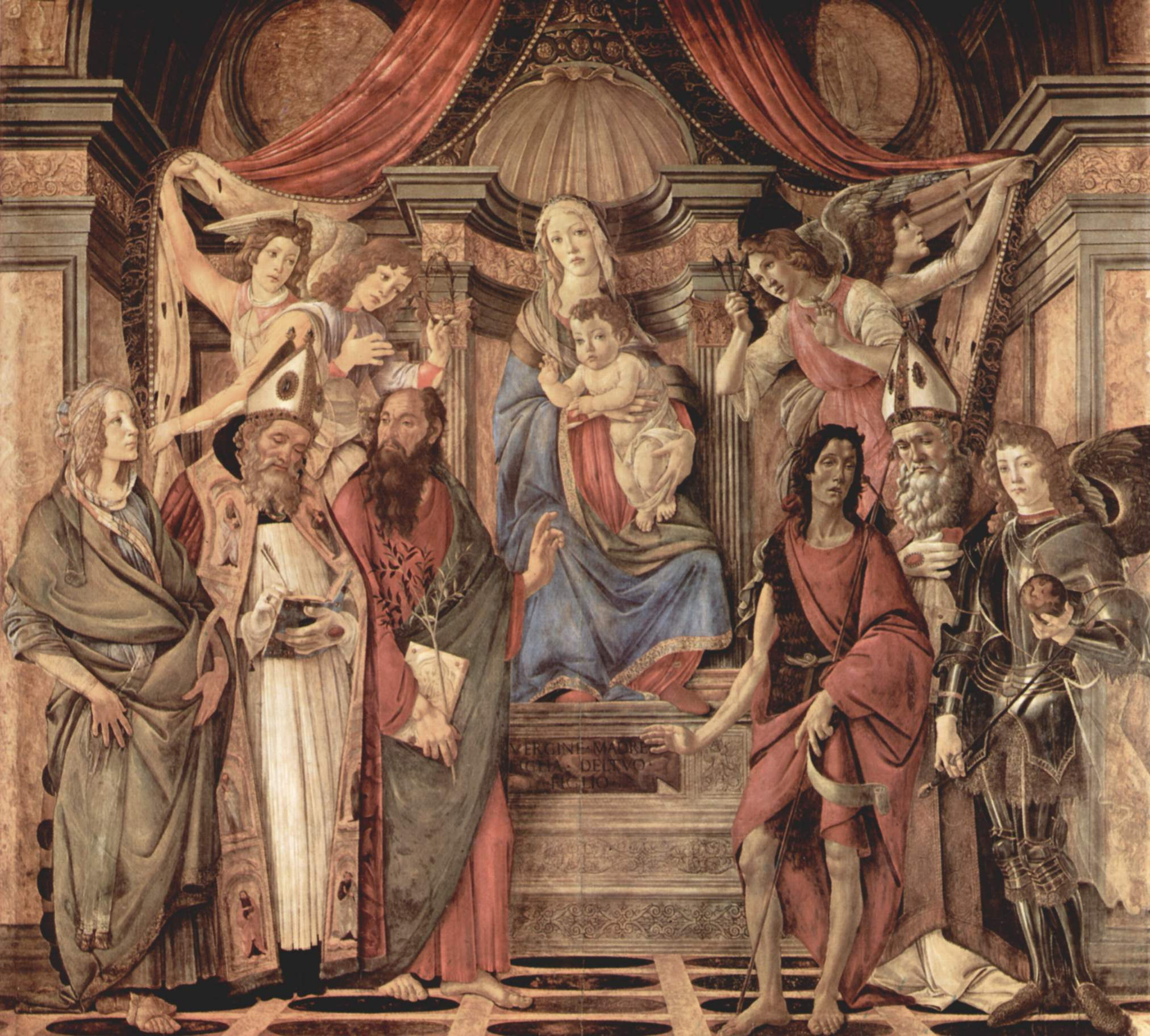
Pala de San Bernabé, de Sandro Boticelli (1490)

Ya en el Cinquecento, el género continuó siendo utilizado por los principales artistas, tanto del Alto Renacimiento como del manierismo.

Sacra conversazione del  Cinquecento
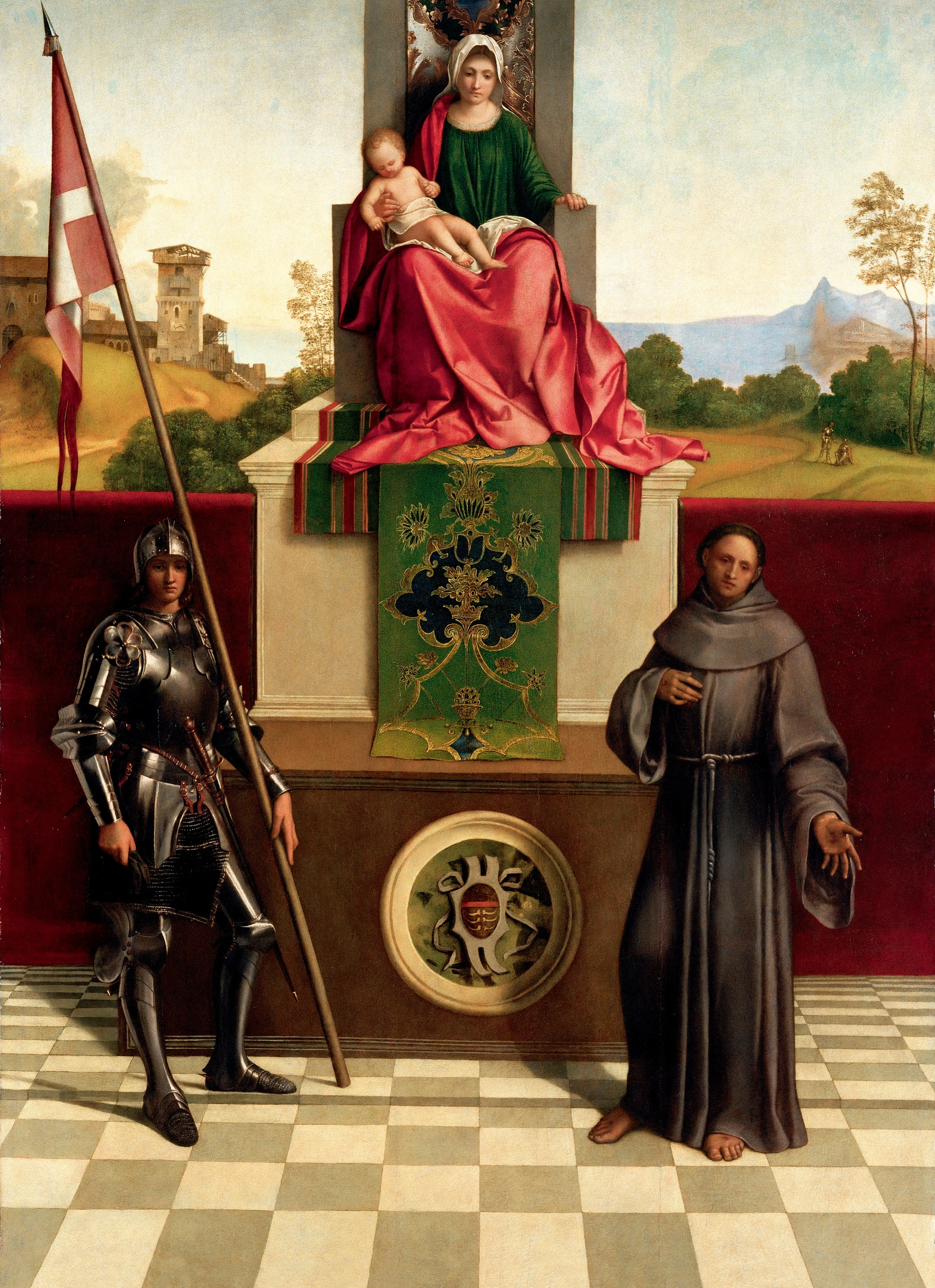
Pala di Castelfranco, de Giorgione (1505)
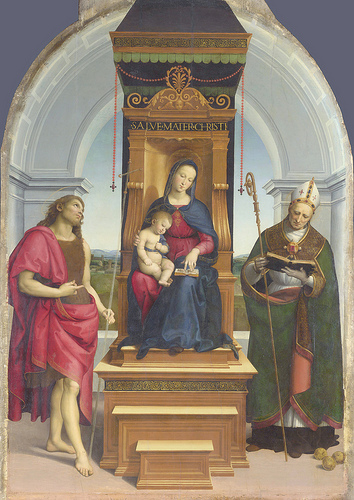
Pala Ansidei, de Rafael Sanzio (1505) Del mismo autor es la Virgen del pez, 1513.
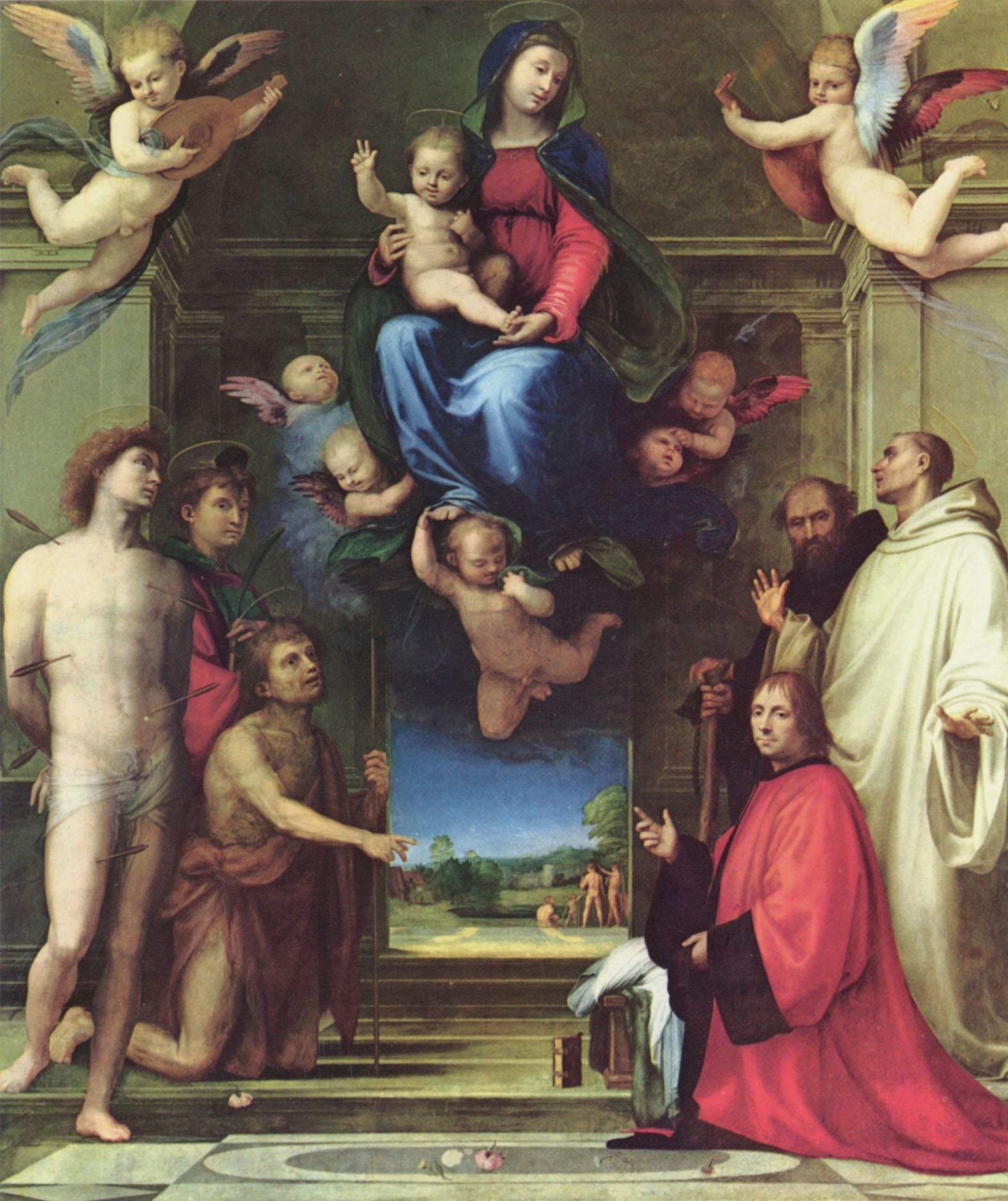
Madonna con santos y el donante Jean Carandollet, de Fra Bartolomeo (1511-1512)
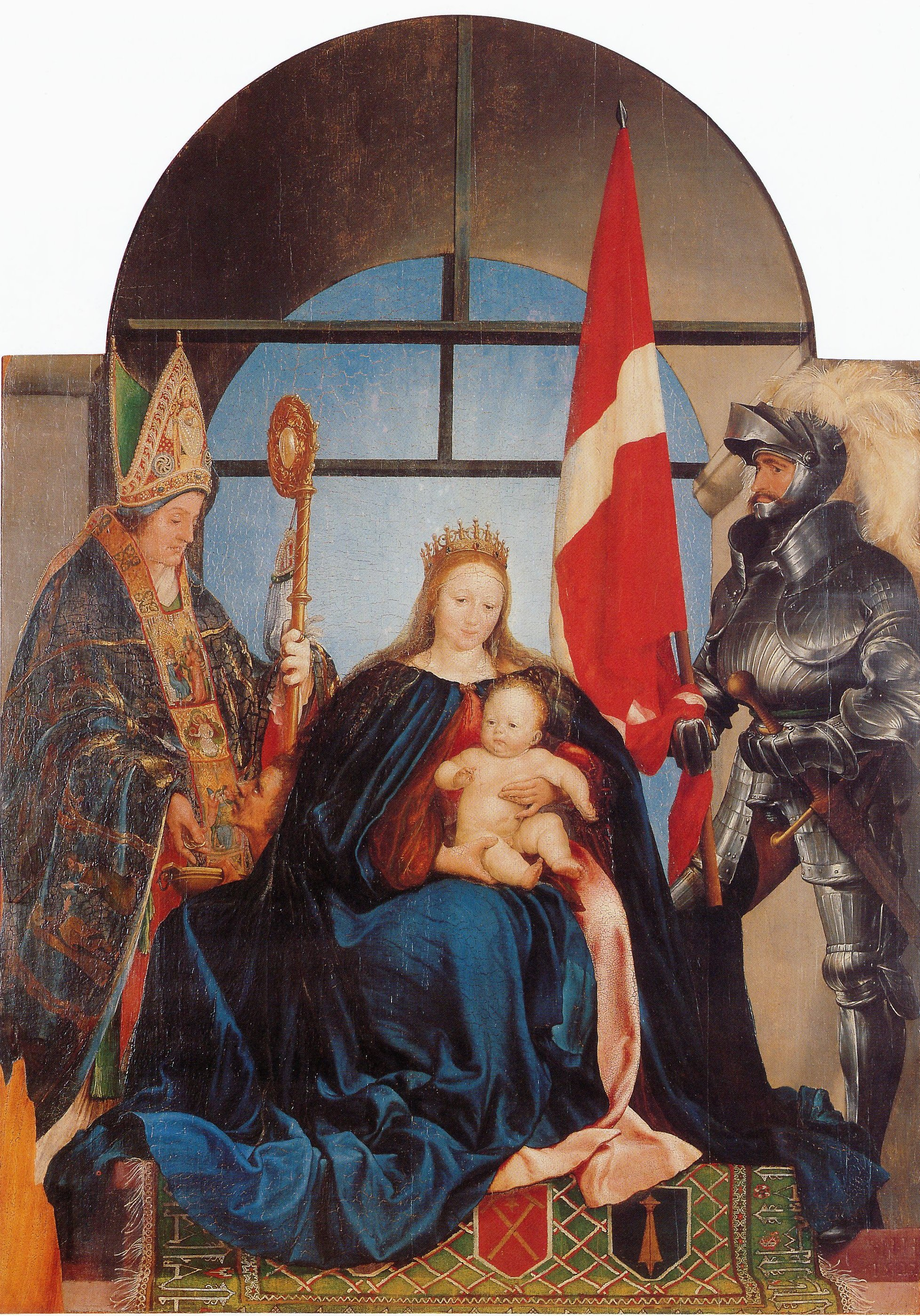
Madonna Solothurn, de Hans Holbein el Joven (1522)
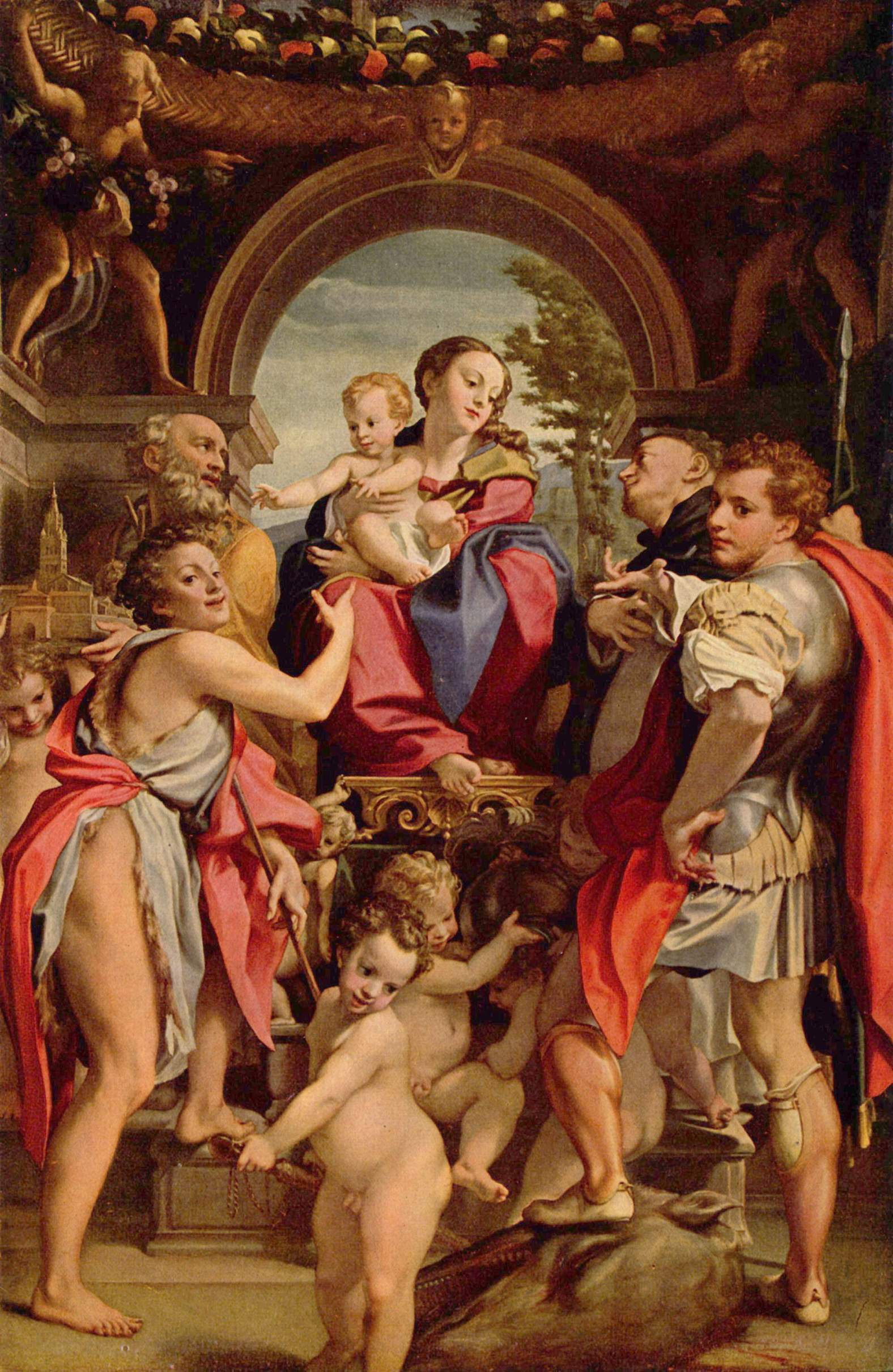
Madonna di San Giorgio, de Correggio (1530)
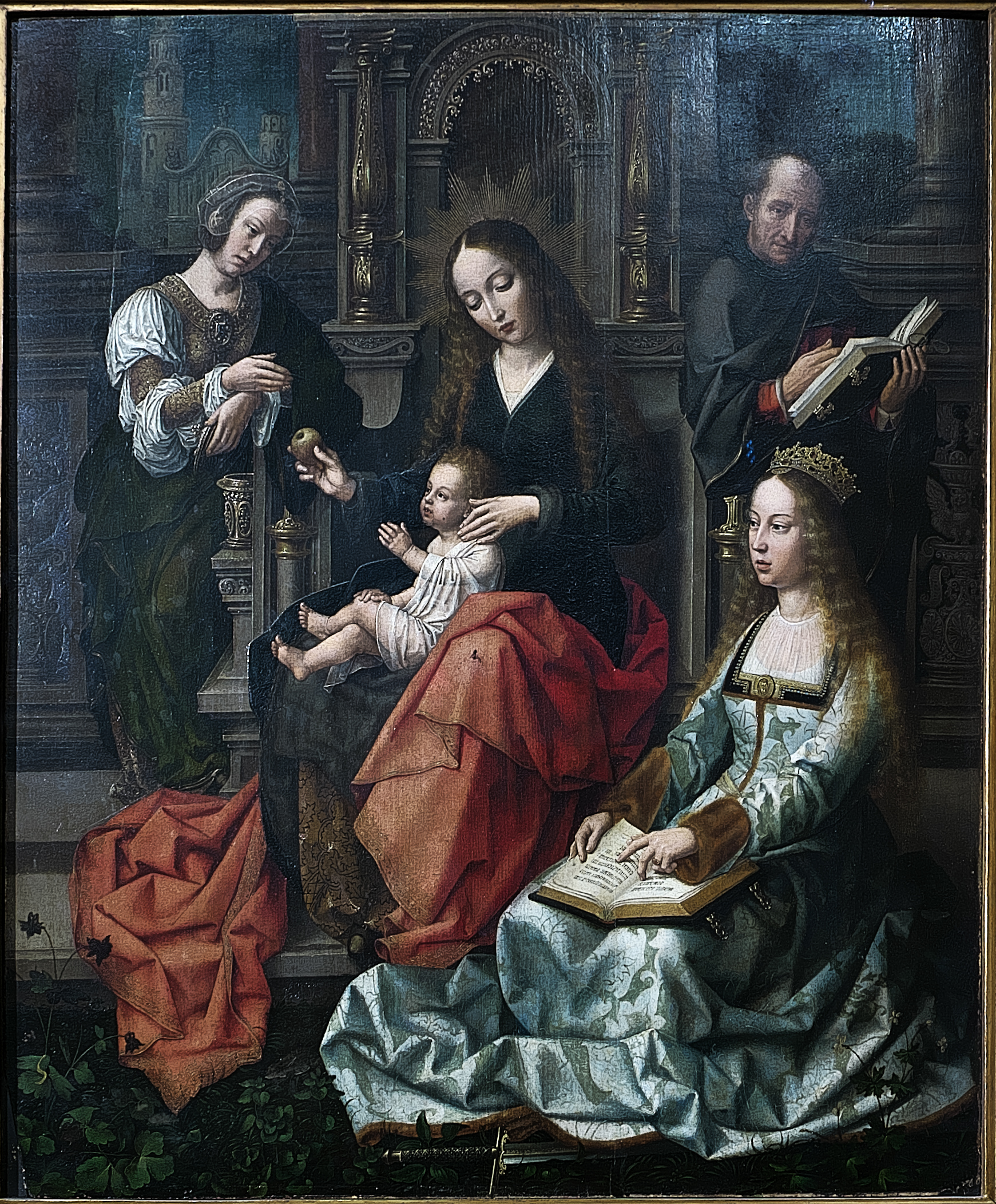
Virgen de la mosca, Colegiata de Santa María la Mayor (Toro)

## Sacra Conversación en la Semana Santa española
En el mundo cofrade se denomina Sacra Conversación al conjunto formado por la imagen de la Virgen María, acompañada por San Juan Evangelista y María Magdalena. Existen distintos ejemplos de Sacra Conversación: en la calle de la Amargura, en el Calvario o en los momentos posteriores a la muerte del Señor. En un sentido más estricto se denomina Sacra Conversación al conjunto de las tres imágenes situado en un paso de palio formando un tipo de misterio mariano, de manera que el conjunto hace que se denomine así a todo el palio. Esta iconografía surgió en Sevilla a mediados del siglo XIX y siendo la pionera la Hermandad del Valle que la utilizó hasta 1903. Otras cofradías sevillanas representaron el misterio en la segunda mitad del siglo XIX. La Esperanza de Triana mantuvo el misterio bajo palio hasta 1908, fecha en la que desapareció hasta el año 2010 cuando la Hermandad del Sol se incorporó a la nómina de la Semana Santa recuperando el misterio.